# اسماعیل زرافشان
اسماعیل زرافشان، عکاس ایرانی متولد سال ۱۳۰۷ در تهران است. وی قدیمی‌ترین و همچنین پدر عکاسی ورزشی ایران محسوب می‌شود.

## زندگی
وی از ۷ سالگی دوربین عکاسی به‌دست گرفت و در همان زمان با یک دوربین جعبه‌ای اولین عکس عمرش را از پدرش در میدان سرچشمه تهران گرفت. وی زمانی که پدر و مادرش به اجبار او را همراه برادرش به کار بنایی می‌فرستادند، کار عکاسی را با عشق و علاقه آغاز کرد.
زرافشان از سال ۱۳۱۷ کار عکاسی را به عنوان شاگرد عکاس آغاز کرد و در سال ۱۳۳۴ همراه با تأسیس روزنامه کیهان ورزشی، به عنوان عکاس ورزشی در قدیمی‌ترین نشریهٔ ورزشی ایران مشغول به کار شد.

## فعالیت عکاسی
وی بیشترین تعداد دربی را عکاسی کرده‌است. زرافشان در بخشی از خاطراتش گفته: «از زمانی که در تهران برق نبوده این حرفه را شروع کرده‌است.»
وی یکی از با اخلاق‌ترین و از پیشکسوتان بنام عکاسی ورزشی ایران است و در این حرفه شاگردان زیادی همچون باقر زرافشان و علی کاوه را تحویل جامعه عکاسی داده‌است.
همچنین خاطرات اسماعیل زرافشان عکاس قدیمی مجله کیهان ورزشی که به پدر عکاسی ورزشی نیز شهره است در کتابی با عنوان «حاجی زرافشان» نیز منتشر شده است.
در این کتاب خاطرات خواندنی زرافشان از سال‌ها عکاسی در میادین ورزشی و همچنین اظهارات و طرح خاطرات چهره‌های مختلف کشور بویژه چهره‌های سرشناس ورزش درباره زرافشان آورده شده‌است.
در بخشی از این کتاب، از قول ناصر حجازی آمده‌است: «وقتی نام «زرافشان» را می‌شنوم تمام عکس‌های دوران جوانی‌ام از مقابل چشم‌هایم رژه می‌روند.»
اسماعیل زرافشان، در آذر سال ۱۳۹۰ به علت نارسایی قلبی درگذشت.